# Muralles de Bagà
Les Muralles de Bagà és unes muralles del municipi de Bagà (Berguedà) declarades bé cultural d'interès nacional.

## Descripció
De l'antic recinte emmurallat de Bagà es conserva encara el seu traçat, la torre de la Portella, restes de la torre del Portalet (amb base atalussada, construïda en època moderna) i de la torre Vilella, diferents panys de mur als carrers de la Muralla i del Portalet i dues espitlleres en les cases del carrer de la Muralla cantonada amb el carrer Sobirà. Es tracta d'un treball auster de la pedra; carreus sense desbastar disposats en filades i units amb morter. Aquest recinte murallat, situat sobre un declivi sobre el riu Bastareny, és format per cases de planta baixa i dos plantes que conformen l'antic nucli de la localitat.

## Història
La carta de població és atorgada el 1233 per part de Pere Galceran Pinós. Es pensa que el plànol de la nova capital de la baronia hauria estat determinat pel mateix baró. Pel que fa a la fortificació, la tenim documentada ja al s. XIII (1289) i altre cop el 1335. L'urbanisme medieval configurà el municipi de Bagà i el seu creixement durant els segles posteriors. El primer projecte comprenia tan sols l'entorn del palau i progressivament s'anà ampliant. Al s. XIX, però, ja només quedaven restes de les muralles.